# لادیسلاو فوکس
لادیسلاو فوکس (چکی: Ladislav Fuks; ۲۴ سپتامبر ۱۹۲۳ – ۱۹ اوت ۱۹۹۴) رمان‌نویس اهل کشور جمهوری چک بود. او عمدتاً بر رمان‌های روان‌شناختی تمرکز داشت و ناامیدی و رنج مردم چکسلواکی تحت اشغال آلمان را به تصویر می‌کشید.